# Маун (остров)
Ма́ун (хорв. Maun) — необитаемый остров в хорватской части Адриатического моря. Относится к Задарской жупании Хорватии. Находится западнее Пага и отделён от него Маунским проливом шириной 5 километров.

## География
Остров вытянут с северо-запада на юго-восток, его длина — 9 километров, площадь острова — 8,5 км², длина береговой линии — 23,91 км.
На острове имеются удобные бухты, защищающие берег от ветра и волн, которые являются удобными стоянками для яхт.
В полутора километрах к северо-западу от Мауна находится небольшой островок Шкрда, находящийся на той же возвышенности морского дна, которая образует и Маун.

## История
До нас дошла грамота короля Хорватии Петара Крешимира IV, в которой он дарует Маун задарскому бенедиктинскому монастырю. В грамоте говорится, что остров передаётся в благодарность за «распространение королевства на суше и на море по милости Бога всемогущего». В грамоте подчёркивается, что остров Маун — «наш собственный остров, лежащий в нашем собственном Адриатическом море».

## Население
Остров необитаем и используется жителями Пага для выпаса овец.